# Habo
Habo est une localité de Suède et le siège de la commune de Habo. Sa population était de 6 883 habitants en 2010.